# Estrella

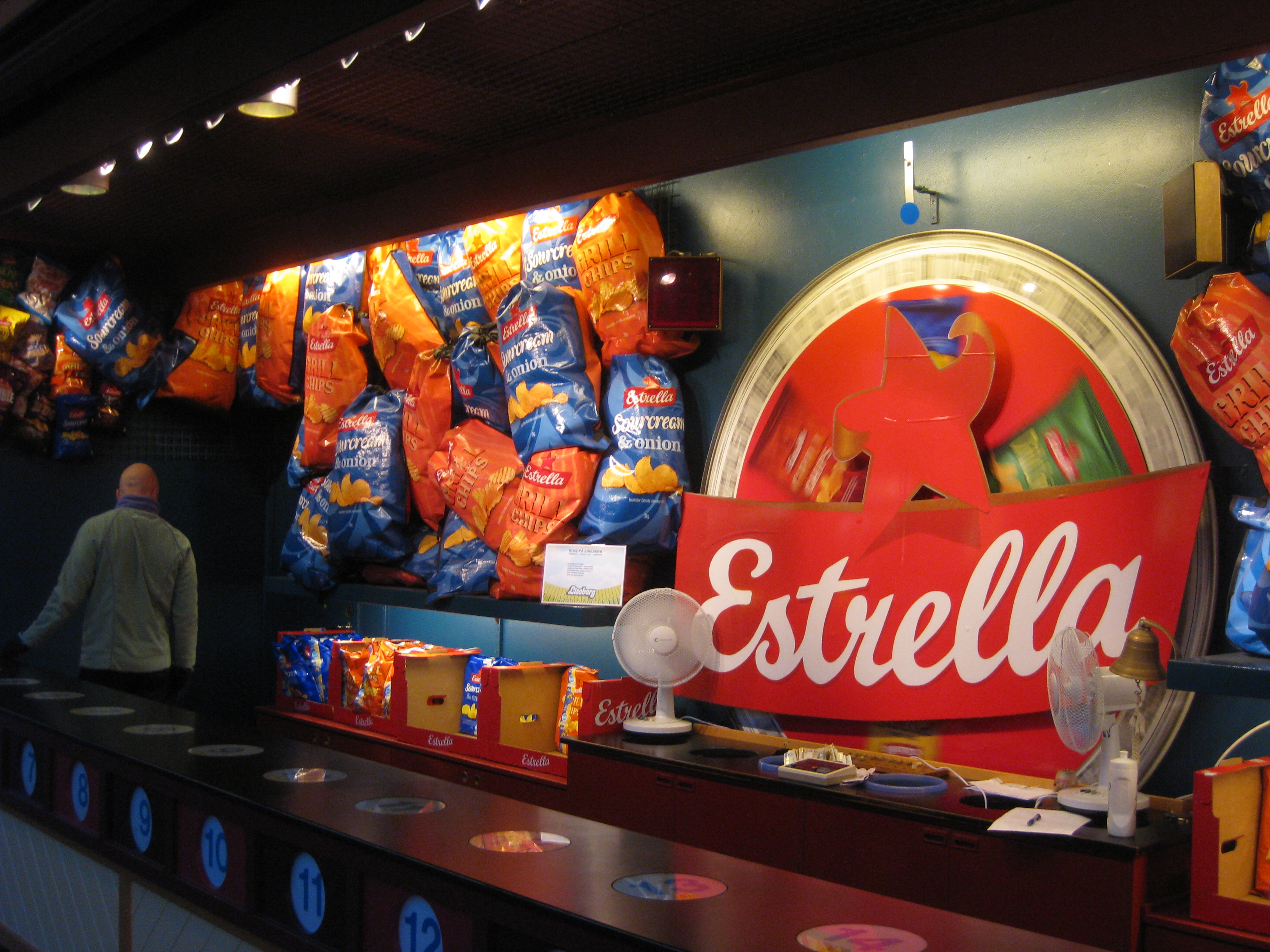
Ett lyckohjul med Estrellatema på Liseberg 2012.

Estrella är ett varumärke, tidigare svenskt företag, med tillverkning av tilltugg, bland annat potatischips, ostbågar, jordnötter, jordnötsringar och olika dippsåser. Företaget Estrella AB och varumärket är en del av Estrella Maarud Holding AS som sedan 2014 ägs av Intersnack som i sin tur köpte verksamheten av norska Herkules Private Equity Fund. Den svenska fabriken är belägen i Angered.

## Historik
Varumärket registrerades 1946 av Folke Anderson som vid tiden ägde flera bananplantager i Sydamerika. Estrella började sin verksamhet med att sälja popcorn via popcornvagnar i Västsverige. Efter ett besök i New York 1957 blev han inspirerad till att starta snackstillverkning i Sverige och produktionen kom igång samma år i Alingsås. Till en början tillverkades endast potatischips och popcorn i Sverige, medan övriga produkter importerades. 1964 flyttades tillverkningen till Kortedala i Göteborg och 1965 köpte Marabou verksamheten av Andersson.
Verksamheten växte och 1983 invigdes den nya fabriken i Angered. 1988 lanserades Sourcream & Onionchips. 1987 lanserades varumärket i Finland och 1990 i Danmark. Sedermera har Estrella även etablerats på flera andra marknader och finns i exempelvis Island, Baltikum, Ukraina och Ryssland med olika ägare. AB Estrella blev dotterbolag till Kraft Foods som tagit över Marabou, för att drygt 10 år senare fusionernas in i det nya svenska dotterbolaget Kraft Foods Sverige (f.d. Kraft Freia Marabou).  
År 2008 hamnade bolaget hos det norska Herkules Private Equity Fund efter att denna köpt Kraft Foods chipstillverkning med varumärkena Estrella (Sverige), Maarud (Norge) och Taffel Chips (Finland och Litauen). Sen 2008 ägs Estrella i Sverige, Finland och Baltikum av Intersnack Group. I övriga länder ägs Estrella av Mondelez. [källa behövs]. 
År 2014 blev Estrella en del av det tyska företaget Intersnack Group.

## Etymologi
Estrella betyder stjärna på spanska och en stjärna förekommer i Estrellas logotyp. På spanska uttalas "ll" som "j", men när man syftar på det svenskgrundade företaget uttalas det som det stavas, med "l".